# Halichondria gageoenesis
Halichondria gageoenesis är en svampdjursart som beskrevs av Kang och Thomas Robertson Sim 2008. Halichondria gageoenesis ingår i släktet Halichondria och familjen Halichondriidae. Inga underarter finns listade i Catalogue of Life.